# Aliagha Aghayev
Aliagha Aghayev (en azerí: Əliağa Ağayev) fue un actor de cine y de teatro de Azerbaiyán y el Artista del Pueblo de la RSS de Azerbaiyán (1954).

## Biografía
Aliagha Aghayev nació el 22 de marzo de 1913 en Bakú. Perdió a su padre a temprana edad.
Su primer papel en teatro fue “Haji Gara” de la obra teatral “Haji Gara” de Mirza Fatali Akhundov. En 1936 se unió al personal del Teatro Estatal de Espectadores Jóvenes de Azerbaiyán. Su primer papel en la escena profesional fue el papel “Jack” en “Los hijos del capitán Grant” de Julio Verne.
Desde 1961 Aliagha Aghayev trabajó en el Teatro Académico Estatal de Drama de Azerbaiyán. En 1954 fue galardonado con el título de “Artista de Honor de la República de Azerbaiyán”.
Aliagha Aghayev murió el 13 de noviembre de 1983.

## Premios y títulos
- Artista de Honor de la RSS de Azerbaiyán (1943)
- Artista del Pueblo de la RSS de Azerbaiyán (1954)
- Orden de la Bandera Roja del Trabajo (1959)